# Treme
Treme – amerykański serial obyczajowy stworzony przez Davida Simona oraz Erica Overmyera; nadawany przez amerykańską stację HBO od 11 kwietnia 2010 roku do 29 grudnia 2013. W Polsce emitowany od 6 stycznia 2011 do roku na kanale Cinemax. 
Reżyserowany przez Agnieszkę Holland pilot serialu był nominowany w 2010 roku do nagrody Emmy w kategorii Outstanding Directing for a Drama Series (Wybitna reżyseria w serialu dramatycznym).

## Opis fabuły
Akcja serialu rozpoczyna się trzy miesiące po huraganie Katrina w 2005 roku. Mieszkańcy Nowego Orleanu (wśród nich muzycy, szefowie kuchni, Indianie Mardi Gras i inni) próbują odbudować domy, kulturę, życie w obliczu katastrofy.

## Obsada

### Główna
- Khandi Alexander jako LaDonna Batiste-Williams

- Rob Brown jako Delmond Lambreaux

- Kim Dickens jako Janette Desautel

- John Goodman jako Creighton Bernette

- Michiel Huisman jako Sonny

- Melissa Leo jako Antoinette „Toni” Bernette

- Lucia Micarelli jako Annie Tee

- Clarke Peters jako Albert „Big Chief” Lambreaux

- Wendell Pierce jako Antoine Batiste

- Steve Zahn jako Davis McAlary

- India Ennenga jako Sofia Bernette

- David Morse jako Terry Colson

- Jon Seda jako Nelson Hidalgo

- Chris Coy jako L.P. Everett

### Drugoplanowa
- Lance E. Nichols jako Larry Williams
- Phyllis Montana LeBlanc jako Desiree
- Ntare Guma Mbaho Mwine jako Jacques Jhoni
- Davi Jay jako Robinette
- Elizabeth Ashley jako Aunt Mimi
- Dan Ziskie jako C.J. Ligouri
- Taryn Terrell jako Cindy

## Odcinki
| Sezon | Sezon | Odcinki | Oryginalna emisja | Oryginalna emisja | Oryginalna emisja | Oryginalna emisja | Oryginalna emisja |
| Sezon | Sezon | Odcinki | Premiera sezonu   | Finał sezonu      | Premiera sezonu   | Finał sezonu      |                   |
| ----- | ----- | ------- | ----------------- | ----------------- | ----------------- | ----------------- | ----------------- |
|       | 1     | 10      | 11 kwietnia 2010  | 20 czerwca 2010   | 6 stycznia 2011   | 10 marca 2011     |                   |
|       | 2     | 11      | 24 kwietnia 2011  | 3 lipca 2011      | 1 września 2011   | 10 listopada 2011 |                   |
|       | 3     | 10      | 23 września 2012  | 25 listopada 2012 | 27 września 2012  | 29 listopada 2012 |                   |
|       | 4     | 5       | 1 grudnia 2013    | 29 grudnia 2013   | 4 stycznia 2014   | 1 lutego 2014     |                   |